# 慢性活動性EBウイルス感染症
慢性活動性EBウイルス感染症（まんせいかつどうせいイービーウイルスかんせんしょう、Chronic Active Epstein-Barr Virus infection、CAEBV）とは、ヘルペスウイルス科に属するEBウイルス(Epstein-Barr virus) に感染したTリンパ球やNKリンパ球が増殖することで、免疫系の制御が不十分となり発症する高サイトカイン血症である。希ではあるが顕在化すると重篤な症状を起こす。

## 概説
CAEBVがひとつの疾患単位として認知されたのは1987年頃であり、本質的には白血球増殖性疾患である。CAEBVは、血球貪食症候群を併発したり、最終的に多臓器不全や悪性リンパ腫などを発症することで高い致死率を示す疾患である。症例は日本をはじめとする東アジア地域に集中しており、欧米諸国では症例がないことから研究が進んでいない。一方、日本での発症は年間数百名と推測されている。
全身症状を呈して疾患領域や診療科をひとつに特定できないため、確定診断の遅れになっていたが、EBウイルス感染症研究会らの長年の研究活動を基礎として、2009年に発足した研究班が学際的にまとめ、その成果は2016年に「慢性活動性EBウイルス感染症とその類縁疾患の診療ガイドライン 2016」として発表された。
難治性疾患克服研究事業の対象にされたが、指定難病ではないことから医療費は助成されないうえ、発見・確定診断が遅れる傾向にある。しかし、薬剤や造血幹細胞移植技術の進歩により、治療成績は向上している。
以上の経緯から、かつて日本ではあまり知られていなかったが、声優の松来未祐が罹患したことをきっかけに、広く知られるようになった。松来は病名を一切公表せず闘病を経て2015年10月27日に逝去しており、12月15日には両親と所属事務所の81プロデュースがブログで病名と闘病の経緯を公表し、最終的な死因が悪性リンパ腫だったことも併せて報告した。

## 臨床像
慢性または反復性の伝染性単核球症様の症状が長期間継続し、抗EBウイルス抗体の異常なパターンを特徴とする疾患であり、発熱、肝脾腫、リンパ節腫脹も特徴に挙げられる。
EBウイルスは大多数の人が感染を経験しているものの、通常は特に問題にはならずに済んでいる。EBウイルスはヒトの唾液の飛沫などを介し、幼少期から思春期にかけて自然に感染が起き、ヒトリンパ球内で増殖するが、体内の免疫機構により処理され、多くの場合 抗体が産生されて制御される。風邪症状や扁桃炎などの経過で数日で治癒し、不顕性感染で終わることが多い。一部の人では初感染時にその免疫反応が強く現れることにより、伝染性単核球症を発病するが、それでも数週の経過で自然治癒するため、問題とはならない。日本人の90%以上がEBウイルスに対する抗体を有しており、検査によって過去に感染をしていたと（つまり既感染パターンと）証明される。
非常に希なケースとして、EBウイルスの初感染時（あるいは既感染のヒトにおいても）、免疫制御されていたウイルスが何らかのきっかけから体内で再活性化することで、持続的にリンパ球内に感染を生じて体内での免疫制御が不能となってしまうことがある。それにより、慢性的にウイルスが増殖活動し、重症化するということが起こる。これがCAEBVである。
この場合、EBウイルスの標的リンパ球はTリンパ球やNKリンパ球であるとされており、この点がBリンパ球を標的としたEBウイルス感染である伝染性単核球症と異なる。これに関しては、EBウイルスは初感染時あるいは再活性化時にはBリンパ球を標的とするが、その際に一部のウイルスがTリンパ球やNKリンパ球にも感染しているものと想定されており、これがCAEBV発病に関与しているとされるが、なぜ発病する人としない人がいるのか、そのメカニズムについてはまだ不明の点が多い。
発病と蚊アレルギーとの関連が指摘されている。NKリンパ球がEBウイルスに感染している人は、蚊にさされた後の皮膚が強くただれたり、潰瘍をきたしたりする（蚊アレルギー）ことが知られ、このような人では将来的に高確率で16歳前後にCAEBVやEBウイルス関連性悪性リンパ腫を発病するとされる。
上述のごとく小児期のEBウイルス感染がそのままCAEBV発病につながることが多いため、日本では小児科領域での研究・治療が進んでいる。しかし、生活習慣・環境の変化などから成人期での発病症例が徐々に増えていることは憂慮すべき事態であり、今後は内科領域での研究の進展が待たれる（成人症例は少なく症例蓄積ができないことに加え、高熱やリンパ節腫脹などの典型的症状をきたす症例以外にも、肝炎症状や横断性脊髄炎などの神経障害が前面に出る症例など多彩であることから、多くの症例が原因不明で診断がつかないまま各診療科に回されている可能性がある）。

## 症状
初感染では一過性のリンパ増殖性疾患が伝染性単核球症 (IM:infectious mononucleosis)症状として、発熱、急性咽頭炎、頸部リンパ節腫脹、肝脾腫（肝臓や脾臓の肥大）を呈し1〜3ヶ月で治癒する。特徴的な症候は、脾機能亢進症、発疹、ぶどう膜炎、口腔内潰瘍、唾液腺炎、心筋炎、冠動脈瘤など。蚊刺過敏症や種痘様水疱症などの皮膚症状を伴うこともある。3週以上にわたる38.3℃を超える原因不明の高熱、血球減少による貧血・出血症状、肝脾腫などがある。多くの場合は重篤な症状を呈するため、何らかの形で医療機関を受診し、血球分布の異常や肝障害の存在で発見される。
感染リンパ球の髄液中への浸潤から神経障害を経て髄膜炎、脳炎、横断性脊髄炎を呈し、意識障害、痙攣、歩行障害などを呈する症例が報告されている。一方、激烈な症状をきたさず、慢性的な倦怠感などで現れることもあり、慢性疲労症候群と呼ばれている疾患概念の中にCAEBVの一部が含まれていることも、明らかとなっている。

## 診断基準
CAEBVの2015年厚生労働省研究班による診断基準は、以下の4項目をすべて満たすこととされている：
1. 伝染性単核症様症状が3か月以上持続（連続的または断続的）
2. 末梢血または病変組織におけるEBウイルスゲノム量の増加
3. T細胞あるいはNK細胞にEB ウイルス感染を認める
4. 既知の疾患とは異なること

## 検査
検査としては血液中のEBウイルスのDNA定量（リアルタイムPCR法）が行われ、EBウイルスの増加がチェックされる。
EBウイルス抗体検査は、EBVCA IgGの異常高値やEBNA陰性などの所見が得られることがあって診断の参考となるが、特異性は低い。末梢血や骨髄液中のリンパ球の増加、血球貪食症候群を呈している症例では、血球減少と骨髄中への（単球ではなく）の増生、可溶性IL-2レセプター高値、血清フェリチン高値などが見られる。
- 肝障害症例 - 肝生検で肝実質へのリンパ球の集積がみられる。これらのリンパ球はEBER-1などの免疫染色でEBウイルス陽性を示す。
- 神経障害症例 - 脊髄MRI検査で横断性脊髄炎の所見が見られることがある。

上のような検査は自費診療のため高額で、患者にとって大きな負担になっている。それだけでなく、検査料が高いため検査せずに他の疾患と考えられたまま治療が続くうちに、症状が悪化しがちである。その意味で、早期発見を妨げている。一部の患者会では署名を集め、厚生労働省に対して疾患知識の周知の要望と合わせて難病指定等による患者負担の軽減の要望を行っている。

## 治療
化学療法と骨髄移植が選択される。
骨髄移植造血幹細胞移植が有効で、臍帯血移植も行われる。
化学療法小児領域においては血球貪食症候群を併発した症例で抗腫瘍薬エトポシドと免疫抑制剤（シクロスポリン）の併用療法が行われ、一定の効果を挙げている。それ以外には悪性リンパ腫に準じた抗腫瘍薬による化学療法などが行われている。成人でも小児領域に準じて同様の治療が行われているが、これらのいずれもが根治的な治療とはいえず、化学療法だけでは再燃や難治化の局面を迎えて最終的に死の転帰をたどるケースが少なくない。

近年医療成績が向上した。造血幹細胞移植59例中、観察期間（の中央値）3年で66%が生存していたという2012年の報告がある。また、「骨髄非破壊的同種造血幹細胞移植(RIST)」の場合に3年無病生存率が95.0±4.9%だったという2011年の報告がある。大阪府立母子医療センターは2016年現在で造血幹細胞移植後4年生存者が91〜93%という成績を公表している。同センターは治療について以下引用のように説明している。

## 関連書籍
- 木村 宏ら『慢性活動性EBウイルス感染症とその類縁疾患の診療ガイドライン2016』診断と治療社、2016年11月15日。ISBN 9784787822826。（日本小児感染症学会 監修）
の  同、公開PDFファイル - Minds
（※ 本書はCAEBVのほかに、以下の関連疾患の情報も包括している：EBウイルス関連血球貪食性リンパ組織球症（EBV-HLH）、種痘様水泡症、蚊刺過敏症）